# Chêne à Guillotin
Pour les articles homonymes, voir Chêne et Guillotin.
Le chêne à Guillotin (ou chêne des Rues-Éon) est un chêne pédonculé de plus de cinq-cents ans, situé à Concoret (Morbihan), en bordure de la forêt de Paimpont.

## Localisation
L'arbre est isolé, immédiatement au sud du hameau de La Rue-Éon, en Concoret.

## Description
Il s'agit d'un chêne pédonculé creux, de grandes dimensions. D'une hauteur d'environ 16 m, sa circonférence est mesurée à 9,6 m, pour un houppier de 20 m.

## Histoire
Selon les différentes sources, l'arbre daterait du Xe siècle, au plus tôt, et du XVe siècle, au plus tard (il est daté entre 500 et 1 000 ans au début du XXIe siècle). Franck Berthoux le fait planter par la dame Catherine de Rox le 21 septembre 1145.
En septembre 1797, au lieu-dit Château-Gris, en Mauron, le prêtre réfractaire Joachim Masson, poursuivi par les soldats républicains, se réfugie dans un arbre creux. Une toile d'araignée tissée en 2 heures alors qu'il est à l'intérieur de l'arbre lui permet de leur échapper. Cet événement intervenu à moins de 4 km a été ultérieurement transposé aux Rues-Éon, après que le chêne du Château gris a été abattu.
La première mention de cet arbre dans la littérature date de 1896. Dans La forêt de Bréchéliant, la fontaine de Berenton, quelques lieux d’alentour, les principaux personnages qui s’y rapportent, Félix Bellamy y évoque le prêtre Pierre Paul Guillotin - qui lui donnera son nom actuel - qui y dissimule les objets du culte durant la Révolution.
Le « chêne des Rues-Éon » devient le « chêne à Guillotin » sous la plume d'Alain Cottin (Guide touristique et culturel de Brocéliande et annexes) en 1979. Dans cette nouvelle version qui s'appuie sur le conte La toile d’araignée miraculeuse d'Henri Thébault, reprenant l'histoire du père Masson, le père Guillotin s'y dissimule pour fuir les soldats révolutionnaires.
C'est en 1999 que le district de Mauron fait appel à Marc Benredjem technicien de l'ONF pour une expertise et avoir son avis sur le devenir de cet arbre multiséculaire appartenant à un privé. C'est ainsi que la commune de Concoret échange du terrain contre une petite parcelle où se situe ce chêne plus un bout de terrain pour en faire un parking pour les visiteurs.
Par délibération du conseil municipal de la comme de Concoret sur les conseils de Marc Benredjem de demander la soumission des deux parcelles au régime forestier afin de préserver ce patrimoine végétal pour lui offrir une protection supplémentaire et garantir une gestion durable de cet arbre historique.
Cela implique une surveillance et des soins continus sur proposition de l'ONF en présentant chaque année un devis de travaux à la communauté de communes de Mauron gestionnaire de ce végétal.
Le travail continua avec la mise en place d'une balustrade en bois autour du tronc avec un espace suffisamment large entre les planches afin que l'arbre puisse respirer et de protéger d'une manière judicieuse non seulement l'arbre lui-même, mais le sol environnant. Cela permet de limiter l'impact du piétinement par les nombreux visiteurs, ce qui est crucial pour la santé du sol et des racines de l'arbre.
Le fait que la balustrade ait été installée sur des pilotis sans perturber le sol est une approche respectueuse de l'environnement, évitant ainsi d'endommager les racines ou de perturber l'écosystème du sol. C'est un bel exemple de gestion responsable d'un site naturel et légendaire.
Il est à noter que le travail entrepris sur ce chêne fut une première au niveau national voire international avec la création d'une écorce synthétique pour boucher les trous béants sur le tronc et les grosses branches. Pareillement, la pose des haubanages afin de sécuriser les hautes charpentières les plus lourdes qui risquaient de casser sous l'effet des bourrasques avec un système de ressort stabilisateur qui permet d'éviter une rupture  néfaste des branches de ce vieux chêne. 
Enfin, une surveillance accrue par l'ONF sur l'état de santé de cet ancêtre afin de le préserver pour les générations futures.
Toutes ces actions ont été pensées et mises en œuvre par Marc Benredjem en collaboration avec Pierre Pompéi ancien maire de Concoret sans qui rien n'aurait été possible.
Peu après son achat par la commune en 2000, l'ONF intervient pour consolider l'arbre et y construire une passerelle pour éviter le piétinement des touristes.
Il reçoit le label « Arbre remarquable de France » par l'association A.R.B.R.E.S. en 2017.
En 2019, le chêne à Guillotin a été libéré de sa passerelle installée autour de son tronc. En effet, depuis plusieurs années, l’arbre en souffrait et ses branches fragilisées se cassaient ou étaient dégradées.
Ronan Coignard, maire et vice-président de la communauté de communes de Ploërmel, a demandé l’intervention rapide. « Ainsi, la communauté s’est tournée vers l’Office national des forêts (ONF) qui doit remettre un rapport pour donner des préconisations sur la santé de ce témoin de l’histoire », rassure l’élu.
Toutefois, la passerelle vient d’être enlevée. « C’était juste une mesure d’urgence. D’ailleurs, cette structure ne l’aidait pas à respirer mais plutôt à moisir au pied. »
Désormais, l’arbre est toujours visible mais une clôture a été installée autour et empêche quiconque de s’en approcher et de le toucher. 
Espérons que cette décision pourra le préserver encore des siècles !

## Légende
Situé à proximité du prieuré qui accueillit Éon de l'Étoile au XIIe siècle (et duquel il tient son premier nom), le chêne passe pour être le lieu du dépôt d'un trésor par ce dernier, constitué de deux barriques d'or. L'ouverture du chêne pourrait être le fait de chasseurs du trésor du XIXe siècle.

## Culture populaire
Le chêne à Guillotin passe pour être un arbre guérisseur, où les personnes souffrantes souhaitent « emprunter » un peu de vigueur et d'énergie à son écorce.